# Hippopsicon griseovittatum
Hippopsicon griseovittatum là một loài bọ cánh cứng trong họ Cerambycidae.